# La vittoria di Luke - The 5th Quarter
La vittoria di Luke - The 5th Quarter (The 5th Quarter) è un film del 2010 diretto da Rick Bieber e con protagonisti Ryan Merriman, Aidan Quinn e Andie MacDowell.
Il film è basato su una storia vera, quella di Luke Abbate: un adolescente che giocava validamente a football americano e lacrosse, morto il 15 febbraio del 2006 per un incidente stradale. In Italia è stato trasmesso e ripetutamente replicato dai canali RAI.

## Trama
Al termine di un allenamento di lacrosse, a pochi giorni dal suo sedicesimo compleanno, Luke Abbate accetta un passaggio in auto da alcuni suoi amici e coetanei. Ad un certo punto, l'amico alla guida decide - nonostante le suppliche degli altri occupanti - di spingere sempre di più sull'acceleratore, non riuscendo più a tenere in strada il mezzo, che finisce in una scarpata.
Il più grave dei feriti risulta essere proprio Luke, che due giorni dopo il ricovero in ospedale viene dichiarato clinicamente morto. I suoi genitori e i suoi fratelli vengono così convinti dai medici ad acconsentire al prelievo degli organi.
Qualche tempo dopo, Jon Abbate, fratello di Luke, che per il grave lutto che ha colpito la sua famiglia era in procinto di abbandonare il football americano, decide di onorare la memoria del fratello scomparso riprendendo l'attività agonistica e indossando la maglia nr. 5 durante le partite della sua squadra, i Wake Forest Demon Deacons: "spinto" dal ricordo del fratello, porterà i Deacons alla vittoria del torneo scolastico e diventerà giocatore professionista.

## Produzione e backstage
- Il film è stato girato nella Carolina del Nord.

## Colonna sonora
Nel film sono state inserite le seguenti canzoni:
- I Don't Wanna Know, interpretata dai Mama's Gravy
- Less Than Zero, interpretata da Black Mercies
- Man of Conviction, interpretata dai Mama's Gravy
- Mind on Your Music, interpretata dai Mama's Gravy
- Right at Home, interpretata dai Mama's Gravy
- Something More, interpretata dai SupaPhat
- Taken It All Away, interpretata da Katy J.